# 施泰因瓦瑟河 (加德默瓦瑟河支流)
46°43′59″N 8°23′03″E / 46.73294°N 8.38420°E

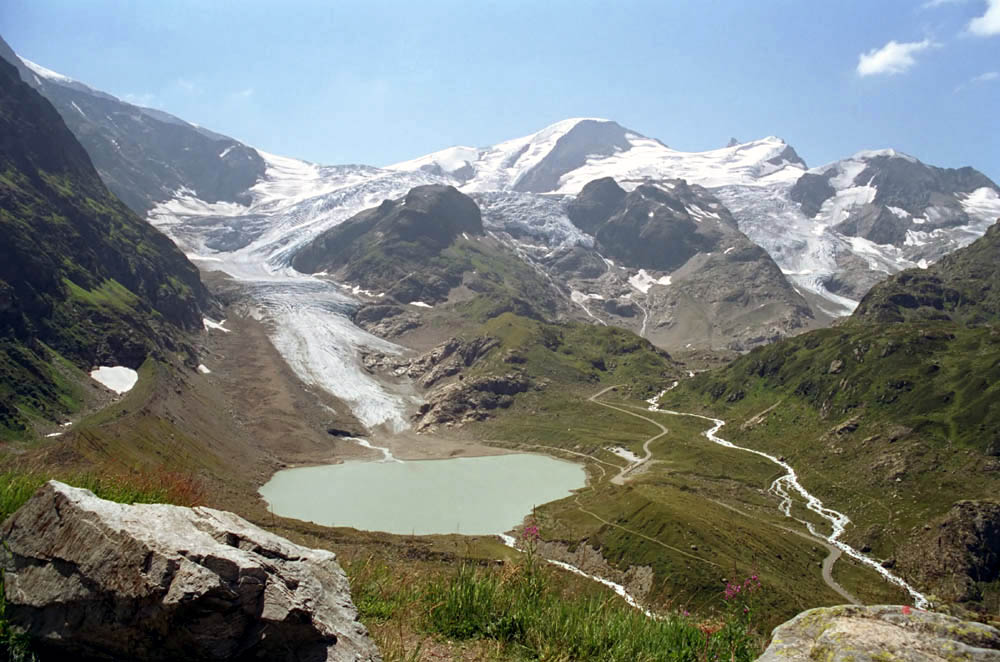

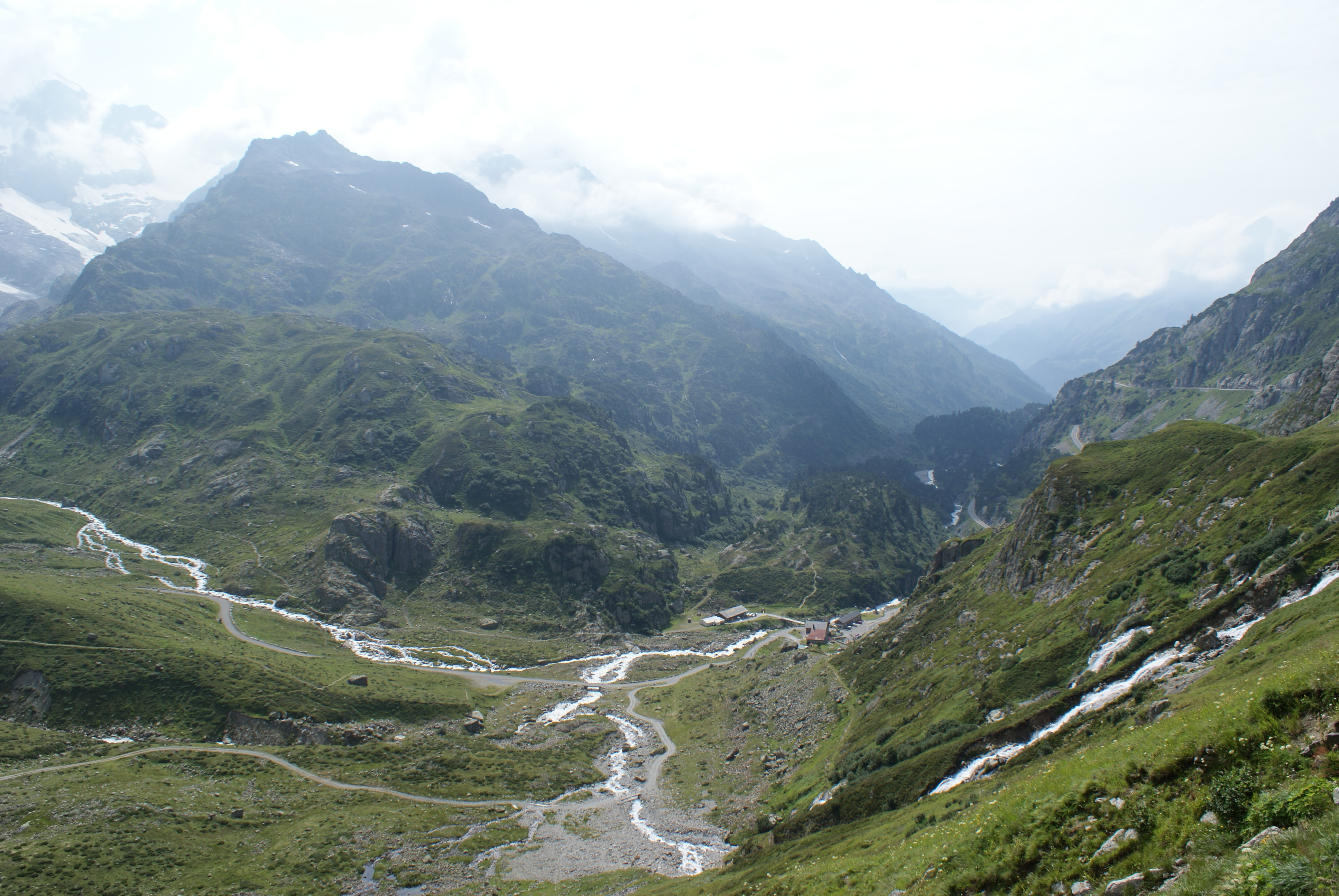

施泰因瓦瑟河是瑞士的河流，位於該國中西部，流經伯恩州，屬於加德默瓦瑟河的右支流，處於烏里山地區，河道全長6.8公里，流域面積24.3平方公里。